# Isabella Tena
Isabella Tena (Mexikóváros, Mexikó, 2007. január 25. –) mexikói színésznő.

## Életrajza
Isabella Tena számos telenovellában és színházi darabban vett részt, köztük a Szerelem ajándékban című telenovellában Jorge Salinas mellett, továbbá Sueño de amorban ahol Julián Gil mellett szerepelt, valamint a Mi marido tiene familiaban.  Karrierjét 4 évig szüntelttte tanulmányai miatt, majd visszatért a Leona bosszúja című mexikói tellenovellában, ahol nővérével szerepelhetett együtt a sorozatban, Ana Tenaval.

## Telenovellák
| Év        | Cím                         | Szerep                                                    | Magyar hangja    | TV stúdió |
| --------- | --------------------------- | --------------------------------------------------------- | ---------------- | --------- |
| 2024      | Szerelemre nincs recept     | Gala Villa de Cortés Moncada                              | Hegedűs Johanna  | Televisa  |
| 2023      | Leona bosszúja              | Ana Julia Peralta Torrenegro / Ana Julia Torrenegro Ramos | Hegedűs Johanna  | Televisa  |
| 2018–2019 | Mi marido tiene más familia | Frida Córcega                                             | -                | Televisa  |
| 2017      | Mi marido tiene familia     | Frida Córcega                                             | -                | Televisa  |
| 2016      | Sueño de amor               | Selena Alegria                                            | –                | Televisa  |
| 2014–2015 | Szerelem ajándékba          | Luz Lascuráin                                             | Szűcs Anna Viola | Televisa  |